# Tmeticus tolli
Tmeticus tolli là một loài nhện trong họ Linyphiidae.
Loài này thuộc chi Tmeticus. Tmeticus tolli được Wladislaus Kulczynski miêu tả năm 1908.